# 稲本響
稲本 響（いなもと ひびき、Hibiki Inamoto、1977年9月10日 - ）は、日本のピアニスト・作曲家。大阪府堺市出身。男性。
本人仕様の特注ピアノ「Steinway & Sons（New York）」を全国の各コンサート会場や録音スタジオに毎回持ち運ぶ世界でも稀なスタイルを持つ。ベルリン・フィルハーモニー管弦楽団のトップメンバーとも共演。 映画・ドラマ・舞台・CM等の作曲・音楽監督も務め、その作品は国内外において数々の賞を受賞している。
2023年NHK大河ドラマ「どうする家康」の音楽を担当。

## 経歴

### ピアニストとして
3歳でピアノを始め、5歳でクラリネット奏者である父との共演でステージ・デビュー。
18歳でドイツへ留学。ピアニストの巨匠・アルフレッド・コルトーの奏法を身につけ、独自の改良を加える。
帰国後、コンサートチューナーである専属のピアノ調律師・高木裕と出会い、本人仕様の特注ピアノ「ニューヨーク・スタインウェイ」（スタインウェイ・アンド・サンズ）を全国の各コンサート会場やレコーディングスタジオに毎回持ち運ぶというスタイルを開始。ベルリン・フィルハーモニー管弦楽団のトップメンバーとも共演。
本人発明の鍵盤楽器音色変換装置「ピアノミュート」は特許取得済（特許第4572092号）。
2010年に屋久島を訪れたことを機に、音楽による癒しのプロジェクト「Natural Blessing（ナチュラルブレッシング）」の活動を開始。東日本大震災で被災された方々の心の復興を支援するチャリティー活動もその一環として行う。

### 作曲家・音楽監督として
話題の映画・舞台・ドラマ・CM等の作曲・音楽監督も務め、その作品は世界的映画祭のグランプリや文化庁芸術祭大賞（最優秀賞）など数々の賞を獲得している。
主な作品は、映画『長い散歩』（主演：緒形拳、監督：奥田瑛二、モントリオール世界映画祭「グランプリ」「国際評論家連盟賞」など3部門受賞）、『グラスホッパー』（出演：生田斗真、浅野忠信、山田涼介（Hey! Say! JUMP他、監督：瀧本智行）、『イキガミ』（主演：松田翔太）、『星守る犬』（主演：西田敏行）、舞台『海の上のピアニスト』（演出：青井陽治、共演：市村正親）、『君と見る千の夢』（主演：相葉雅紀（嵐、演出：宮田慶子、オリコン週間DVDランキング総合1位）、新国立劇場『わが町』（共演：小堺一機 、斉藤由貴）、NHK特集ドラマ『眩〜北斎の娘〜』（主演：宮崎あおい、2018年国際エミー賞TV Movie部門ノミネート、平成29年度文化庁芸術祭テレビ・ドラマ部門「大賞（最優秀賞）」受賞）、ドラマW『私という運命について』（主演：永作博美、第31回ATP賞ドラマ部門「最優秀賞」受賞）、『北斗-ある殺人者の回心-』（主演：中山優馬・2018年バンフ・ワールド・メディア・フェスティバル「ロッキー賞」受賞）、ドラマW『海に降る』（主演：有村架純）、番組テーマ曲『キヤノンスペシャル』（テレビ朝日系）、『匠の肖像』（テレビ東京系）、CM音楽「HONDA エリシオン・プレステージ」、「IDC 大塚家具 企業CM」、「日本製粉 企業CM」、『愛地球博』女性像展示会場テーマ曲、上野の森美術館「ピカソ 展」テーマ曲、「武田薬品工業」現代型不眠プロジェクトイメージ楽曲、サッカーJリーグ「ロアッソ熊本」公式応援歌など。DMG森精機との共同プロジェクトとして、デジタルコンテンツや製品に使用する音響デザインとオリジナル音楽の制作も行っている。

## 出演

### コンサート・LIVE
- 交響楽団シリーズ（2001年4月 - 8月）
各地の交響楽団とベートーヴェンのピアノ協奏曲第5番「皇帝」、グリーグのピアノ協奏曲などを共演。
- 舞台『海の上のピアニスト』（2002年7月、2003年6月） - 作曲・ステージ演奏・音楽監督
俳優市村正親との2人だけのセッションを行う。
- NEW YORK SHOWER（2003年11月、東京・アートスフィア）
全曲書き下ろしのソロ・ライヴ（演出：青井陽治）。
- 舞台『The Little Years』（2004年3月、2005年6月） - 作曲・ステージ演奏・音楽監督
- 京都平安神宮 紅しだれコンサート2004（2004年4月、京都・平安神宮）
ライトアップされた幻想的な桜を愛でながら、過去最高の5000人を超える観客を集めた。
- 稲本 響 x 名古屋フィルハーモニー交響楽団（2004年8月、名古屋・名古屋市民会館）
名古屋フィルハーモニー交響楽団（指揮：ボブ佐久間）とガーシュウィンの「ラプソディ・イン・ブルー」を共演。
- Die Berliner（2004年11月、東京・東京オペラシティ ほか）
ベルリン・フィルハーモニー管弦楽団のトップメンバーを集め、自作曲「New York Shower」、「海の上のピアニスト」を共演。
- 民話の調べ2005（2005年5月、東京・STB139 スイートベイジル）
俳優の田村亮による民話のリーディングと自作曲の共演。
- 砂絵とピアノのコンサート（2005年8月）
NTT等のCMも手掛ける世界的砂絵アーティスト、フェレンク・カーコとのコラボレーション・コンサート。
- 稲本 響 x ストラデイヴァリウス（2005年10月、東京・東京文化会館）
ベルリン・フィルハーモニーのトップメンバーで構成されるストラディヴァリウス・ソロイスツとモーツァルト「ピアノ五重奏曲」で共演。
- TAPMAN x PIANOMAN（2006年2月、東京・アートスフィア）
作曲・音楽監督として、リズムタッパー熊谷和徳とのガチンコ・セッションを行う。
- 三条あかり景色 稲本 響 x 茂山逸平 LIVE（2006年9月、京都・京都文化博物館別館）
重要文化財の旧日本銀行京都支店を舞台に狂言師の茂山逸平とコラボレーション。
- TAPMAN x PIANOMAN x MOVIEMAN（2006年9月、東京・新国立劇場中劇場）
2月に行われた「TAPMAN x PIANOMAN」の再演。演出は映画監督の奥秀太郎。
- STB139 スイートベイジル（2006年12月、東京・STB139 スイートベイジル）
新たな試みとしてヒューマンビートボックスなどのビートを強調したステージ。
- 稲本 響 x 武田双雲 LIVE（2007年3月、東京・青山スパイラルホール）
書道家・武田双雲とのライヴ。
- PIANO BEAT 2007（2007年5月、東京・STB139 スイートベイジル）
ビートを強調したアクティヴなステージ。
- PIANO BEAT 2007 2nd（2007年10月、東京・STB139 スイートベイジル、大阪・Flaming the Arusha）
更にダンサーも加わったステージ。
- 3台のスタインウェイ「Piano Cube」（2008年4月）
共演：アキコ・グレース、ピアニスターHIROSHI
- 珠響〜たまゆら〜（2008年11月、東京・増上寺本堂）
共演：藤原道山、村治佳織、英哲風雲の会、MaL、三響會
- 3台のスタインウェイ「Piano Cube」（2009年1月、大阪・いたみホール 大ホール）
共演：アキコ・グレース、ピアニスターHIROSHI
- 珠響〜たまゆら〜（2009年2月、サントリーホール 大ホール）
共演：藤原道山、村治佳織、英哲風雲の会、三響會
ゲスト：野村萬斎、一噌幸弘、市川慎、MaL、武田双雲
- 珠響〜たまゆら〜 全国ツアー（2010年8月、東京・サントリーホール 大ホール、名古屋・愛知県芸術劇場、大阪・森ノ宮ピロティホール、茨城・ひたちなか市文化会館、仙台・東京エレクトロンホール宮城）
共演：藤原道山、村治佳織、英哲風雲の会、三響會
ゲスト：市川亀治郎
- 珠響〜たまゆら〜（2012年8月、東京・渋谷ヒカリエ、名古屋・愛知県芸術劇場、静岡・静岡市民文化会館）
共演：藤原道山、村治佳織、英哲風雲の会、三響會
ゲスト：市川猿之助

## 作品

### 映画
- 長い散歩（2006年12月、モントリオール世界映画祭「グランプリ」「国際評論家連盟賞」など3部門受賞）
- 風の外側（2007年2月）
- イキガミ（2008年9月）
- スープ・オペラ（2010年10月）
- 星守る犬（2011年6月）
- 今日子と修一の場合（2013年10月、第37回モントリオール世界映画祭正式出品作品）
- グラスホッパー（2015年11月）

### テレビドラマ
- ドラマW「ビート」（2011年2月、WOWOW）
- 連続ドラマW「私という運命について」（2014年3月、WOWOW）、第31回ATP賞ドラマ部門「最優秀賞」、ギャラクシー賞2014年4月度月間賞受賞
- 連続ドラマW「海に降る」（2015年10月、WOWOW）
- 連続ドラマW「賢者の愛」（2016年8月、WOWOW）
- ABC朝日放送創立65周年記念スペシャルドラマ「氷の轍」（2016年11月、ABC）平成29年度文化庁芸術祭テレビ・ドラマ部門「優秀賞」受賞
- 連続ドラマW「北斗 -ある殺人者の回心-」（2017年3月、WOWOW）バンフ・ワールド・メディア・フェスティバル「ロッキー賞」受賞
- 特集ドラマ「眩〜北斎の娘〜」（2017年9月、NHK総合）2018年国際エミー賞TV Movie部門ノミネート、平成29年度文化庁芸術祭テレビ・ドラマ部門「大賞（最優秀賞）」受賞、東京ドラマアウォード2018 単発ドラマ部門「グランプリ」受賞
- プレミアムドラマ「平成細雪」（2018年1月、NHK BSプレミアム）
- テレビ東京開局55周年記念企画ドラマスペシャル「二つの祖国」配信版のみ音楽担当（2019年3月、テレビ東京）
- スペシャルドラマ「ストレンジャー〜上海の芥川龍之介〜」（2019年12月、NHK総合・BS8K・BS4K）令和2年度文化庁芸術祭テレビ・ドラマ部門「大賞（最優秀賞）」受賞、アメリカ国際フィルム・ビデオ祭「Best of Festival受賞（最優秀賞）」受賞
- 土曜ドラマ「ノースライト」（2020年12月、NHK総合）ギャラクシー賞2020年12月度月間賞受賞
- 新春ドラマスペシャル「優しい音楽〜ティアーズ・イン・ヘヴン 天国のきみへ」（2022年1月、 テレビ東京）
- 大河ドラマ「どうする家康」（2023年1月-12月、NHK総合・NHK BSプレミアム・BS4K）

### テレビ番組
- キヤノンスペシャル『発掘!ローマ皇帝最期の館 もうひとつのポンペイ ソンマの正体』（2005年10月、テレビ朝日） - テーマ音楽
- 世界初公開!謎の民カチン〜神秘の巨大密林に生きる〜（2005年11月、テレビ東京） - テーマ音楽
- 匠の肖像（2006年4月、テレビ東京） - テーマ音楽

### ラジオ
- ラジオドラマ「君の笑顔」（2006年4月、TOKYO FM） - テーマ音楽
- nippn ihon-yomokka!（2021年10月、TOKYO FM） - テーマ音楽

### CM
- 本田技研工業 ELYSION PRESTIGE〜エリシオンプレステージ〜（2007年8月）
- 大塚家具 企業CM（2008年11月）
- 日本製粉 企業CM（2011年9月）

### 舞台
- 海の上のピアニスト（2002年7月、2003年6月） - 音楽・ピアノ演奏
- The Little Years（2004年3月）  - 音楽・ピアノ演奏
- ウェストサイドワルツ（2004年9月、2005年11月） - 音楽
- エリザベス・レックス（2004年11月） - 音楽
- The Little Years（2005年6月） - 音楽・ピアノ演奏
- イブラヒムおじさんとコーランの花たち（2005年7月、2008年3月） - 音楽
- LOVE30（2006年10月） - 音楽
- Burn This（2006年11月） - 音楽
- セレブの資格（2007年3月） -  音楽
- LOVE30 VOL.2（2007年8月） - 音楽
- 執事ホテル（2008年2月） - 音楽
- 二人の約束（2008年2月） - 音楽
- ハロルドとモード（2008年6月） - 音楽
- 夜と星と風の物語〜星の王子さま〜より（2008年7月） - 音楽
- 罠（2009年12月） - 音楽
- グリーンフィンガーズ（2009年2月） - 音楽
- 暁の誓い（2009年4月） - 音楽
- LOVE30 VOL.3（2009年6月） - 音楽
- HYPNAGOGIA（2009年10月、2011年3月） - 音楽・ピアノ演奏
- 君と見る千の夢（2010年5月、オリコン週間DVDランキング総合1位） - 音楽
- わが町（2011年1月、新国立劇場） -  音楽・ピアノ演奏
- 葵上・弱法師（2021年11月、東京グローブ座） -  音楽
- ひげよさらば（2023年9月、PARCO劇場開場50周年記念シリーズ） -  音楽

### その他の作品
- 上野の森美術館 ピカソ展「PICASSO CLASSIQUE」 メイン・テーマ曲（2003年11月） -
- 愛知万博 女性像展示会場 メイン・テーマ曲（2005年3月）
- ロアッソ熊本 公式応援ソング（2008年11月）
- 武田薬品工業 現代型不眠プロジェクト・イメージ楽曲（2012年8月）
- DMG森精機との共同プロジェクトとしてデジタルコンテンツや製品に使用する音響デザインとオリジナル音楽の制作（2022年4月〜）

## ディスコグラフィ

### サウンドトラック
- 舞台『海の上のピアニスト』オリジナル・サウンドトラック（2002年7月）
- 舞台『The West Side Waltz』オリジナル・サウンドトラック（2004年9月）
- 舞台『エリザベス・レックス』オリジナル・サウンドトラック（2004年11月）
- 舞台『LOVE30』オリジナル・サウンドトラック（2006年10月）
- 映画『イキガミ』オリジナル・サウンドトラック（2008年9月）
- 新感覚・音楽朗読劇『HYPNAGOGIA』オリジナル・サウンドトラック（2009年10月）
- NHKスペシャルドラマ『ストレンジャー〜上海の芥川龍之介〜』オリジナル・サウンドトラック（2020年2月）
- 大河ドラマ『どうする家康』メインテーマ 〜暁の空〜（2023年1月）
- 大河ドラマ『どうする家康』オリジナル・サウンドトラック Vol.1（2023年2月）
- 大河ドラマ『どうする家康』オリジナル・サウンドトラック Vol.2（2023年6月）
- 大河ドラマ『どうする家康』オリジナル・サウンドトラック Vol.3（2023年10月）
- 大河ドラマ『どうする家康』メインテーマ 〜暁の空〜 4 台ピアノ Ver.（2023年11月）
- 大河ドラマ『どうする家康』オリジナル・サウンドトラック コンプリートBOX（2023年12月）

### その他のアルバム
- オリジナル・アルバム『スペインの霧』（2000年10月）
- カヴァー・アルバム『ピアノマン』（2000年10月）
- クラシック・アルバム『ハンガリアンラプソディ』（2000年10月）
- カヴァー・アルバム『スタンド・バイ・ミー HIBIKI'S FAVORITE オールディーズ』（2001年5月）
- コンピレーション・アルバム『Angelissimo piano』（2001年9月）
- 資生堂系ブランド「ディシラ」タイアップ・オリジナル・アルバム『nefertem』（2001年11月）
- オリジナル・アルバム『海の上のピアニスト』（2002年6月）
- 上野の森美術館ピカソ展「PICASSO CLASSIQUE」タイアップ・オリジナル・アルバム『Artissimo』（2003年9月）
- オリジナル・アルバム『Thanks, Mom』（2004年3月）
- 『名フィルポップス/ライブ』ガーシュイン「ラプソディー・イン・ブルー」（2005年2月、指揮：ボブ佐久間/演奏：名フィル・ポップス・オーケストラ）
- テレビ朝日キヤノンスペシャル『発掘!ローマ皇帝最期の館 もうひとつのポンペイ ソンマの正体』番組オリジナル・アルバム（2005年10月）
- オリジナル・アルバム『PIANOMAN』（2006年9月）

## 発明品
- ピアノミュート（2003年11月）
独自のピアノの音色を追求している中で発明。「ピアノミュート」を装着することによって、ベース、チェンバロ、パーカッションのような様々な音色をピアノ1台で演奏することを可能にした。この発明は特許取得済（特許第4572092号）。
- ムービングピアノ（2006年9月）
客席の中央に置く事ができる移動型ピアノをピアノ調律師の高木裕と共に開発し、観客と間近で一体となってステージを盛り上げることが可能となった。